# Monochamus nigroplagiatus
Monochamus nigroplagiatus là một loài bọ cánh cứng trong họ Cerambycidae.